# General Pérez Bello
Luis Pérez Bello, conocido como General Pérez Bello (nacido como Luis María Pérez Bello el 31 de marzo de 1929 en el municipio de Duvergé, es un Mayor General retirado del Ejército de la República Dominicana Subsecretario del Ministerio de Defensa (República Dominicana).  
Se dio a conocer por ser Jefe del Cuerpo de Ayudantes Militares del Presidente Joaquín Balaguer y uno de sus hombres de más confianza y jefe de su seguridad. Pérez Bello acompañó al expresidente Balaguer hasta el momento de su muerte, y posteriormente designado subsecretario de las Fuerzas Armadas. Ha sido re conocido por su ejemplo de honestidad, fidelidad y discreción.

## Biografía

### Primeros años y familia
Hijo de los Señores Manuel Del Jesús Pérez Mella y la Sra. María Onelia Bello. Pérez Bello creció en el seno de una familia modesta con principios y valores. Contrajo matrimonio en el año 1955 con la señora Amparo Trinidad Núñez Santos con quien procreó una única hija Amparo de la Altagracia Pérez Núñez(Tati) y dos nietos Ángel Luis y Joaquín Fernando.

### Carrera militar
Ingresó a las filas del Ejército Nacional el 29 de noviembre de 1946 como raso. Su valentía y carácter lo hizo ascender rápidamente de Cabo a Sargento de A&C en la 18 Compañía (E.N) en la Vega, posteriormente en la 22 Compañía en Salcedo, como Jefe de puesto en Villa Altagracia (Ingenio Catarey e Industria del Papel), como 2.º Teniente en el Destacamento de la Cumbre y el Destacamento de Bonao donde sería trasladado a la 29 Compañía en Santiago Fortaleza San Luis y de allí a la Fortaleza de San Cristóbal, a la Fortaleza de Nagua como oficial de compañía(12 Compañía), a Cabrera como comandante de Destacamento del Ejército Nacional y a la Provincia de Elías Piña.

### Ingreso al Cuerpo de Ayudantes Militares
Luego de su traslado a Elías Piña ingresa al Cuerpo de Ayudantes Militares y Asignado a la Escolta del Gral de Brigada Luis Amiama Tió. Posteriormente a la Escolta del Presidente Provisional Héctor Garcia Godoy donde ascendería a 1er Teniente del Ejército Nacional.

### Primeros años con el presidente Joaquín Balaguer
En 1966 se celebran elecciones nacionales que fueron ganadas por el presidente Joaquín Balaguer, Perez Bello, quien continuaba en el Cuerpo de Ayudantes Militares, es llamado para trabajar de cerca en la residencia Presidencial, ganándose la confianza del Presidente y el de toda la familia Balaguer.

### Jefatura del Cuerpo de Ayudantes Militares, Fuerzas Armadas y Retiro
En el año 1986 fue ascendido a Coronel del Ejército Nacional y designado Jefe del Cuerpo de Ayudantes Militares del Presidente de la República. 
En el 1987 fue ascendido a General de Brigada, y luego a Mayor General del Cuerpo de Ayudantes con las mismas funciones. Posteriormente sería designado como Subsecretario del Ministerio de Defensa (República Dominicana).
En el 2004 Pérez Bello fue puesto en retiro con el rango de Mayor General del Ejército Nacional.

## Reconocimientos
Pérez Bello ha sido distinguido por varios Presidentes de la República Dominicana: con la Orden al Mérito de Duarte, Sánchez y Mella principal distinción concedida por el Gobierno de la República Dominicana por el  Presidente Joaquín Balaguer y luego por el presidente Hipólito Mejía , también fue reconocido por el presidente Leonel Fernández con la Orden al Mérito Militar (República Dominicana), así como por diversas Instituciones Castrense como el Comando Especial Contraterrorismo Dominicano en 1991, la Embajada de la República Argentina lo reconoció como miembro oficial del Instituto Nacional Sanmartiniano con sede en el país.